# 石田村 (富山県)
石田村（いしだむら）は、かつて富山県下新川郡にあった村。

## 地理
西側は日本海に面する。

## 沿革
- 1889年（明治22年）4月1日 - 町村制の施行により、下新川郡石田村、石田新村、平石田新村、正光寺村、正光寺新村、山立野新村、経立野新村、浜石田村、番田新村、石田川原新村、犬山新村、堀切村、経石田新村、田中新村、天神新村、開発新村、開発村及び浜経田村の区域の一部の区域をもって、下新川郡石田村が発足する。
- 1940年（昭和15年）2月11日 - 下新川郡三日市町、石田村、田家村、村椿村、大布施村、前沢村、荻生村及び若栗村が合併して、下新川郡桜井町が発足する。

## 歴代村長
出典→
1. 宮崎吉二（1889年6月7日 - 1897年6月6日）
2. 小室直二（1897年6月9日 - 1902年6月13日）
3. 宮崎広八郎（1902年8月8日 - 1903年7月8日）
4. 高山精亟（1903年7月16日 - 1909年12月26日）
5. 宮崎権六（1909年2月25日 - 1915年12月11日）
6. 浜松与三右ェ門（1915年12月22日 - 1921年11月18日）
7. 浜松与八郎（1921年12月23日 - 1933年8月23日）
8. 宮崎権六（1933年11月16日 - 1937年11月15日）
9. 浜松与八郎（1937年11月16日 - 1940年2月11日）